# Phyllobrostis jedmella
Phyllobrostis jedmella là một loài bướm đêm thuộc họ Lyonetiidae. Nó được tìm thấy ở Algérie và Tây Ban Nha.
Sải cánh dài 5.5–6 mm. Con trưởng thành bay vào tháng 4.
Ấu trùng ăn Thymelaea microphylla. Chúng có thể ăn lá cây chủ, nhưng về cơ bản thì chúng ăn hoa cái.